# Siló (Israel)
Siló (hebreu: שילה‎, "Xiló", també Siló; grec antic: Σηλών) fou una ciutat cananea de Samaria, al territori de la tribu d'Efraïm on es va establir al començament l'Arca de l'Aliança per part de Josuè quan els israelites es van establir a Canaan. Abans dels israelites el seu rei era Ihuri (segle XVII aC).

## Història
Fou a Siló on el profeta Elí digué a Anna, la muller d'Elcanà, que tendria un fill. I efectivament naixé el profeta Samuel, que serví al Tabernacle fins a la seva destrucció, després de la mort d'Elí i els seus fills Ofní i Pinhàs. Segons la tradició jueva, el Tabernacle va estar instal·lat a la ciutat de Siló durant 369 anys, fins que fou destruït pels filisteus després de la batalla d'Eben-Aèzer, i el Tabernacle fou traslladat a Nob. Segurament la ciutat fou reconstruïda, ja que el text bíblic diu uns pelegrins de Siló en direcció a Jerusalem es toparen amb Ixmael, fill de Netanià, que els assassinà.

## Arqueologia
L'indret fou excavat per una expedició danesa, devers l'any 1929, que trobà unes muralles de l'època israelita (bronze), i darrerament unes noves excavacions han descobert el que sembla una església romana d'Orient amb un mosaic on es pot veure el nom de Silo (el mosaic diu ΚΕΙΥΧΕ ΕΛΕΗΣΟΝ ΣΙΛΟΥΝ ΚΑΙ ΤΟΥΣ ΑΥΤΗΣ ΟΙΚΗΤΟΡΑΣ ΚΕΙΥΧΕ ΒΟΗΘΙ ΤΩ ΔΟΥΛΩΣΟΥ). Els membres de l'expedició van ésser assassinats pels àrabs.

## Siló moderna
Després de més de dos mil cinc-cents anys la ciutat fou reconstruïda el 23 de gener de 1978 per un grup de jueus que pertanyien al "Gush Emunim", un grup polític creat després de la Guerra dels Sis Dies per tal de poblar amb israelians els territoris que acabaven de conquerir. El grup fundador comptava vuit famílies i 40 estudiants de ieixivà, i fou encoratjat pel ministre d'agricultura, i fou reconegut oficialment pel Govern a l'any següent, després d'un atemptat.
Siló té una zona industrial i una zona d'agricultura, amb vinyes i horts de cirerers i melicotoners.
A Siló hi ha una ieixivà, dues escoles primàries (una masculina i una femenina), diverses sinagogues (una d'elles, a la barriada d'Elí ha-Cohen, és una rèplica del Tabernacle) i un micvé.
La població de Siló és molt variada: a part dels membres del nucli, majoritàriament nascuts a Israel, hi ha holandesos, francesos, nord-americans (dels EUA i Canadà), mexicans, catalans, australians, russos (i ucraïnesos), etíops i peruans.
El cementiri de Siló va ésser inaugurat després de l'atemptat del 28 d'octubre de 1991 en el qual va morir Rahel Druc Arxivat 2013-10-13 a Wayback Machine. (i Içhac Rofé que reposa a Jerusalem). Malhauradament, a la tomba d'aquesta víctima hem d'afegir les de Iehudà Xóham, de 5 mesos (05/06/01); Avi Sutton el 28 de maig del 2002; Xmuel Ieruixalmi, el 19 de juny del 2002; Nóam Apter el 27 de desembre del 2002; i Ionatan Eldar el 6 de març de 2008, tots ells víctimes d'atacs àrab.
Com resposta a aquests atemptats foren fundats els pobles de Xevut Rahel i de Rehelim l'any 1991, i la sinagoga de Midraix la-Nóar en 2002, la sala d'estudi de Mixqan Xiló, també en el 2002 i la sinagoga de Zikhron Yonatan en 2008, tot això a Siló.

## Geografia
La Siló històrica està a uns 750 m. d'altura, i allà mateix començà el nucli modern, que s'escampà pel turó propà fins a una altura d'uns 800 m. de manera que es crearen tres barriades: Nahlaot a la part més baixa, Elí ha-Cohen a la mitjana, i Ramat Xemuel a la superior.
La vall de Siló la limita pel sud, i al nord hi ha una font d'on comença el torrent de Siló, que arriba fins al del Iarcon, que desemboca a la Mediterrània, davora Tel-Aviv.
És una de les zones més plujoses del centre d'Israel, i molts d'anys hi neva.